# Sue Williams
Sue Williams (Glendale (Californië), 14 november 1945 - Los Angeles, 2 september 1969) was een Amerikaanse actrice en model.

## Levensloop en carrière
Williams werd geboren als Karin Sue Levitt. Na haar studies startte ze met modellenwerk. Nadat een fotograaf haar foto's had doorgestuurd naar Playboy, werd ze gekozen om te poseren in het magazine onder de naam Sue Williams. Ze was de eerste Playmate met borstimplantaten. Met haar lengte van 1m50 was ze ook, samen met Karla Conway in 1966, de kleinste Playmate ooit.
Na haar verschijning in Playboy, startte ze een acteercarrière. In 1965 speelde ze haar eerste rol in How to Stuff a Wild Bikini. Haar laatste rol speelde ze in 1966 in Fireball 500. Williams pleegde zelfmoord op 2 september 1969 op 23-jarige leeftijd.

## Filmografie
- How to Stuff a Wild Bikini (1965)
- Sergeant Dead Head (1965)
- Dr. Goldfoot and the Bikini Machine (1965)
- The Wild Weird World of Dr. Goldfoot (1965), tv-film
- The Ghost in the Invisible Bikini (1966)
- Fireball 500 (1966)